# Buceo profesional
El buceo profesional hace referencia a las actividades de buceo con fines no recreativos. Los buzos profesionales deben seguir una formación y un entrenamiento específico, pues su actividad implica alto riesgo.

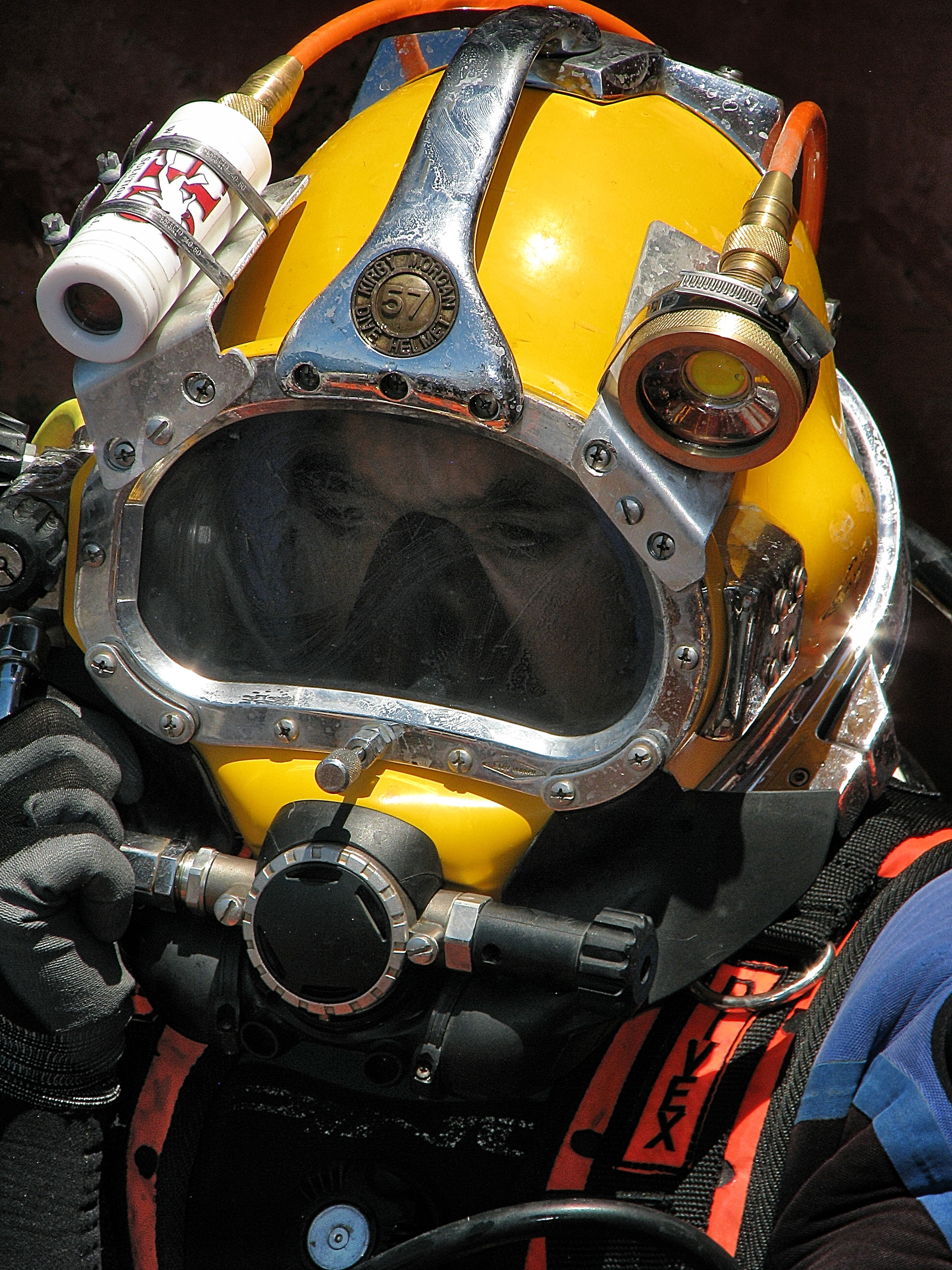
Buzo equipado con casco de buceo

En este tipo de buceo, a diferencia del recreativo es habitual el uso de mezclas de gases, escafandras o sistemas de respiración profesionales (máscaras faciales, cascos integrales de buceo, etc.) y equipos de apoyo como embarcaciones auxiliares, buques DP, y otros técnicos determinados por el trabajo a realizar. 

## Categorías profesionales
Las principales categorías de buceo profesional son:
- El buceo inshore, fundamentalmente obras de ingeniería civil, mantenimiento de presas, centrales térmicas, puentes, puertos, salvamento y rescate de buques y en general todo tipo de actividades subacáticas realizadas en aguas costeras.

- El buceo offshore, es el que se desarrolla a más de 12 millas de la costa, normalmente ligado al sector del gas y el petróleo.

Algunas de las actividades realizadas por buzos profesionales son:
- Inspecciones de estructuras subacuáticas
- Actividades arqueológicas (preventivas,  investigación) en Patrimonio Cultural sumergido
- Inspecciones de barcos
- Obras hidráulicas
- Recogida de algas.
- Filmación e informes NDT.
- Estudios y recogidas de muestras.
- Ingeniería civil
- Reparaciones en presas y pantanos.
- Salvamento de buques y embarcaciones.
- Mantenimiento de piscifactorías.
- Soldadura y corte subacuático.
- Revisiones en plantas nucleares.
- Trabajos en aguas contaminadas.
- Voladuras subacuáticas.
- Rescate submarino, generalmente militares: (Desde sumergibles, cenotes, cavernas submarinas, pozos profundos, ríos o lagos)

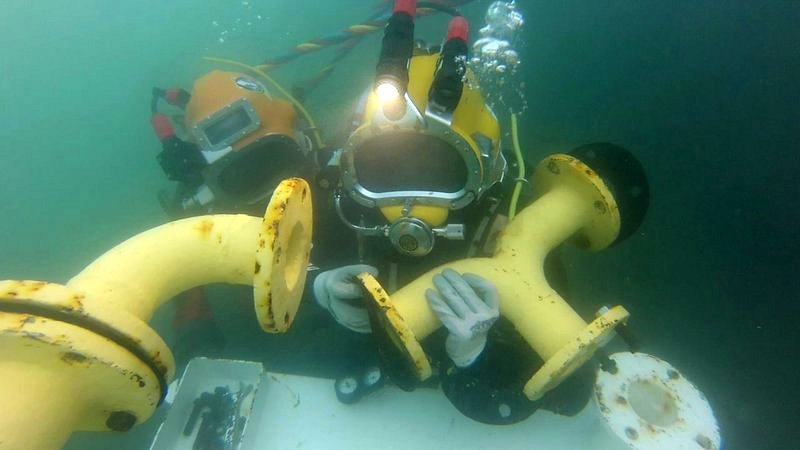
Buceo profesional con suministro de aire desde superficie

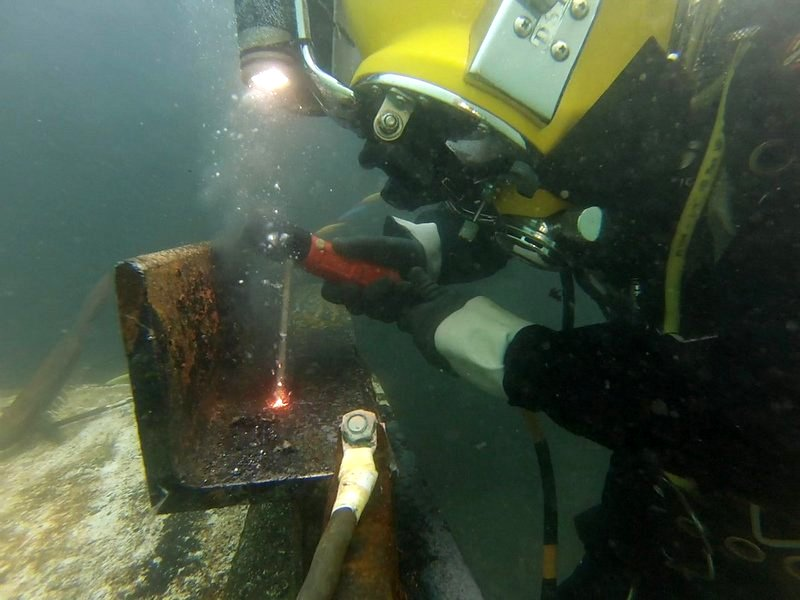
Buceo Profesional soldadura subacuática

## Equipos
Han existido algunos modelos de "equipos de buzo" que eran autónomos y por tanto no se les suministraba aire desde la superficie; por ejemplo, los equipos de Rouquayrol - Denayrouze (alimentados por una reserva de aire comprimido y fabricados en Francia en 1864) o los trajes espaciales Dräger (recicladores alimentados con oxígeno y fabricados en Alemania en 1912).
Hoy en día los buzos que trabajan en el mantenimiento de puertos (instalación y mantenimiento de cables submarinos, boyas de superficie, redes, contención). Utilizan escafandra autónoma con chaleco estabilizador, que les permite subir o bajar de acuerdo a diferentes profundidades a las que tienen que trabajar (a poca profundidad, por lo general menos de 10 metros). Mientras los buzos deben trabajar sólo en el lecho marino a profundidades donde el contenido de oxígeno en el aire comprimido no llega a ser tóxico, incluso por hiperoxia, aunque pueden respirar el aire de la superficie, y el límite queda acotado a una profundidad de aproximadamente 66 metros.
Más allá de esta profundidad, limitada por los peligros de la hiperoxia del aire comprimido, el buceador se puede sumergir respirando mezclas de gases que reducen el contenido de oxígeno, tales como Trimix o hydreliox. Si se controlan estrictamente y se preparan con antelación y suficiente cuidado las inmersiones con mezclas de gases, permiten a buzos trabajar a profundidades de cerca de 200 o 300 metros, o incluso 500 metros, como los realizados en la década de 1970 por el fundador de Comex. Los medios técnicos actuales desarrollados para aumentar la seguridad del buzo permiten realizar trabajos a estos fondos usando el sistema de saturación o bien utilizando robots subacuáticos operados desde superficie,  R.O.V. (Remote Operated Vehicle).
El buzo comercial, civil o militar también puede bucear a profundidades de cerca de cien metros utilizando una escafandra rígida, pero este tipo de equipo está diseñado para trabajos especiales y caros de realizar. La escafandra rígida Newtsuit es un modelo canadiense que puede trabajar hasta 300 metros de profundidad. Sus derivados, comercializados bajo la marca Hardsuit, pueden funcionar hasta 600 metros.

## Habilidades profesionales
En la actualidad los buzos comerciales son trabajadores generalmente polivalentes, con conocimientos en soldadura, corte, explosivos, carpintería, hormigón, compuesto de inyección, las herramientas neumáticas e hidráulicas, el funcionamiento de las cámaras hiperbáricas, vídeo y fotografía submarina, maniobra de barcos, aparte de la utilización y mantenimiento de una amplia variedad de equipos de buceo. Para realizar descubrimientos importantes como, por ejemplo, el de ciudades en el fondo del mar

## Legislación por países
En la legislación de otros países, la formación, las titulaciones y especialidades difieren sustancialmente. 

### Titulaciones de buceo profesional en España
En España, para cualquier trabajo remunerado realizado bajo el agua (incluso el científico) o en ambiente hiperbárico (tuneladoras) se debe obtener una titulación oficial de buceo profesional. El certificado médico oficial debe renovarse cada año y su precio puede variar dependiendo del centro médico hiperbárico, o puede ser gratuito a través del ISM si el buzo está enrolado en una embarcación.[cita requerida]

#### Título Buceador Profesional de Pequeña Profundidad
Sus atribuciones son:
Realización de trabajos subacuáticos básicos con métodos y procedimientos establecidos, utilizando equipos de buceo de suministro desde superficie con aire.
Efectuar inmersiones hasta una profundidad de 30 metros..

#### Título Buceador Profesional de Media Profundidad (Segunda)
Realizar inmersiones aplicando los protocolos de descompresión y normas de seguridad, manejando equipos e instalaciones hiperbáricas simples para efectuar trabajos subacuáticos básicos con aire/nitrox 60 m.c.a con suministro desde superficie .
Existe la posibilidad de realizar el curso de Formación Profesional de Grado Medio, el curso de Técnico de Buceo a Media Profundidad (1400 horas).
Con las correspondientes especialidades:
- Corte y soldadura.
- Explosivos submarinos.
- Obras hidráulicas.
- Reparaciones a flote y salvamento de buques.
- Especialista en instalaciones y sistemas

#### Título Buceador Profesional de Gran Profundidad (Primera)
Hay dos: 
- Título: Buceador Profesional de Gran Profundidad de Intervención.

Profundidad operativa de hasta 90 metros, dependiendo de la técnica.
Permite buceo autónomo, suministro desde superficie y campana húmeda.  
- Título: Buceador Profesional de Gran Profundidad a Saturación.

Profundidad operativa limitada únicamente por la técnica de buceo empleada.
Permite buceo autónomo, suministro desde superficie, campana húmeda, y torreta de inmersión. Habilita para el buceo en saturación (letra Z en las tablas U.S. Navy).

#### Formadores
- Título de Buceador Instructor Profesional (requiere titulación de Buzo de Primera): Es el formador de buceadores profesionales. Es aquel que va dirigido para la formación de nuevos buzos.

#### Especialidades Reconocidas por la legislación española
- Corte y soldadura.
- Explosivos submarinos.
- Obras hidráulicas.
- Reparaciones a flote y salvamento de buques.
- Instalaciones y sistemas de buceo (especialidad para manejar cámaras y sistemas hiperbáricos, como compresores, campanas, etc.).
- Operador de cámara hiperbárica (conocido también por "camarista"). Maneja la cámara de descompresión para descompresiones y tratamientos hiperbáricos.

### Francia
Según la legislación vigente, para ejercer en Francia o en las aguas francesas del buzo comercial debe tener un título expedido por el INPP (Instituto Nacional de Buceo Profesional), Escuela de Formación Profesional sesión de buceo en Marsella.

Galería de imágenes
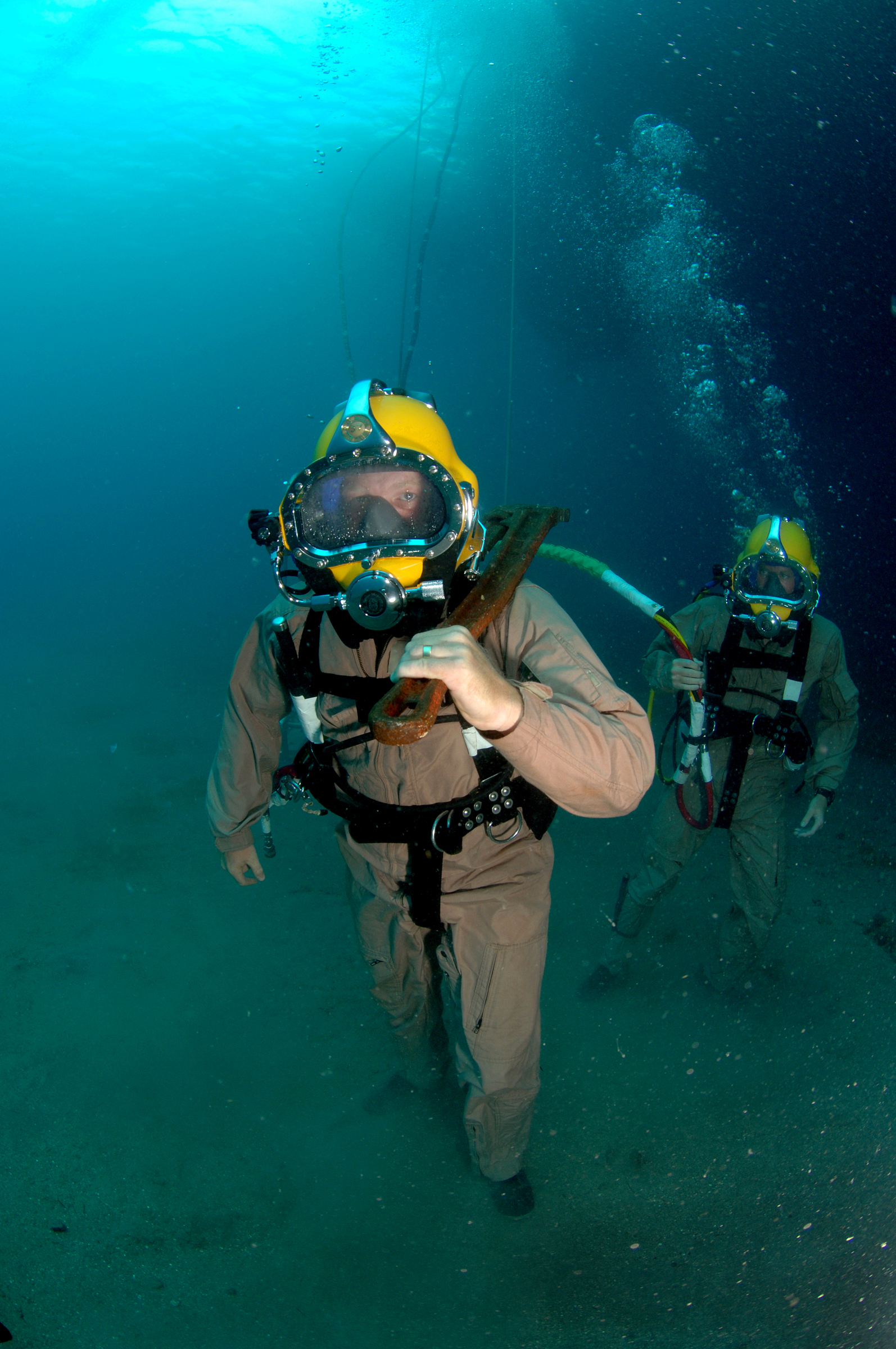
Buzo moderno caminando por el fondo del mar
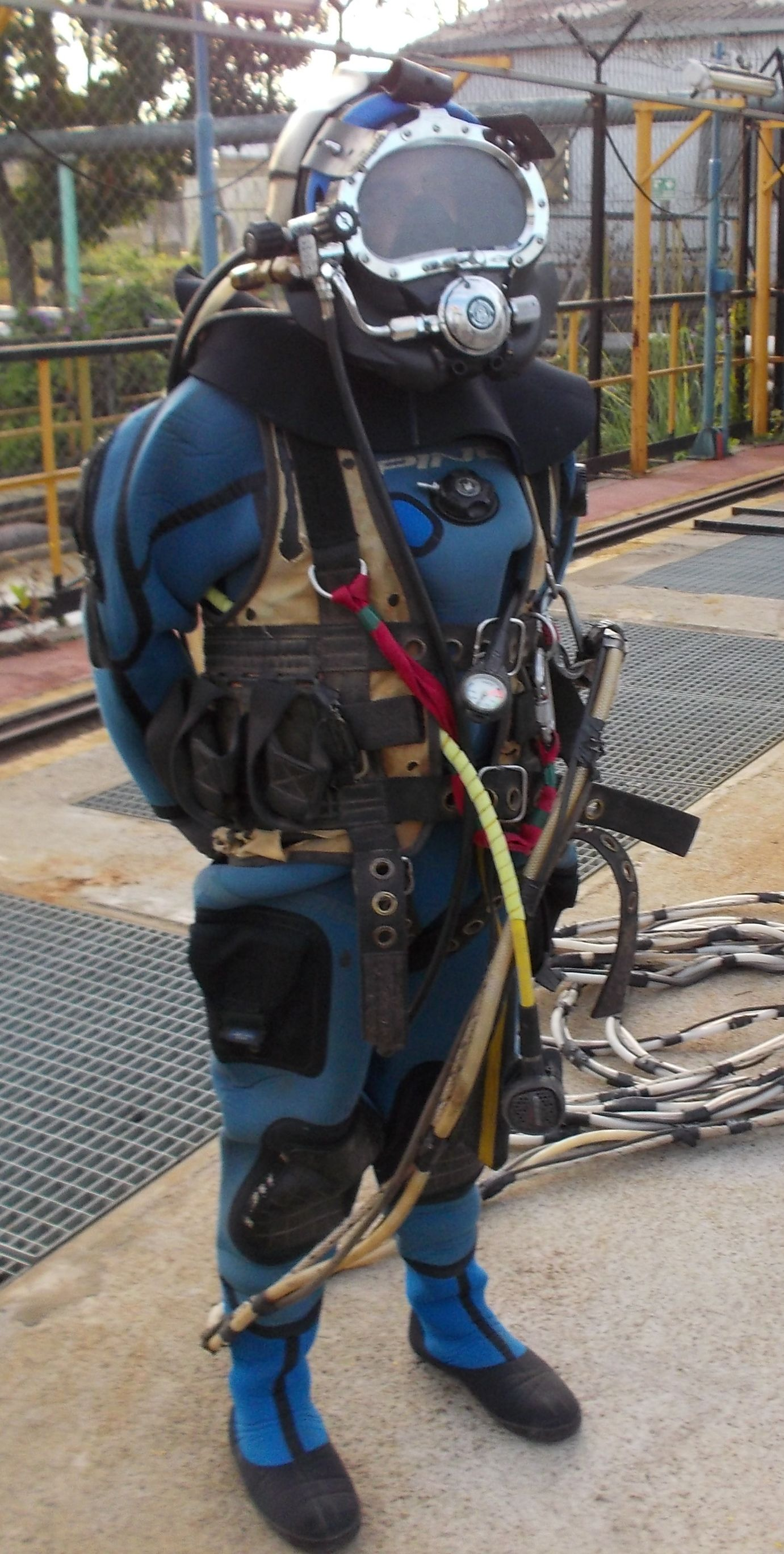
Buzo moderno completamente equipado con equipo de suministro de superficie
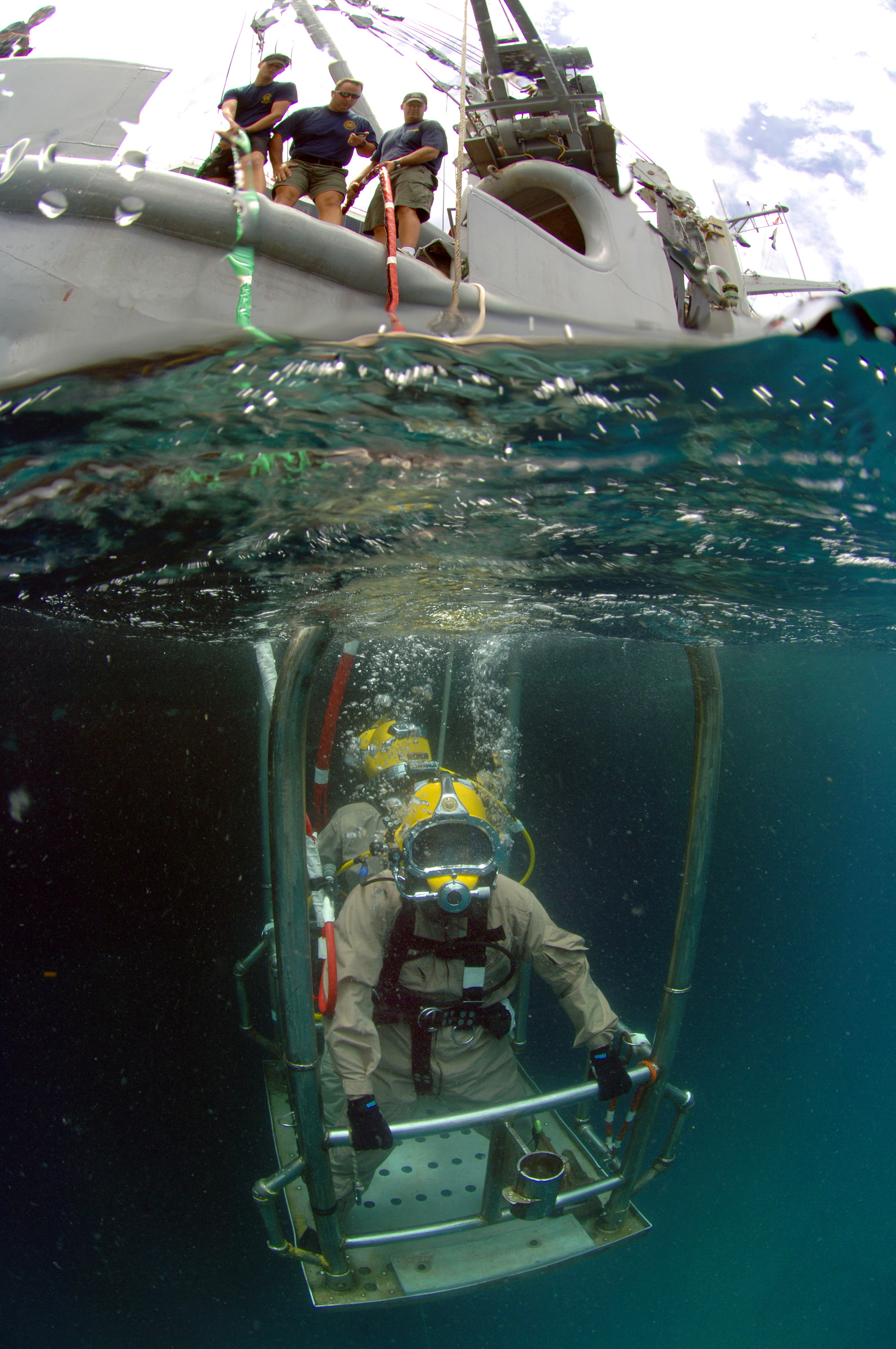
Una plataforma para bajar y subir a los buzos
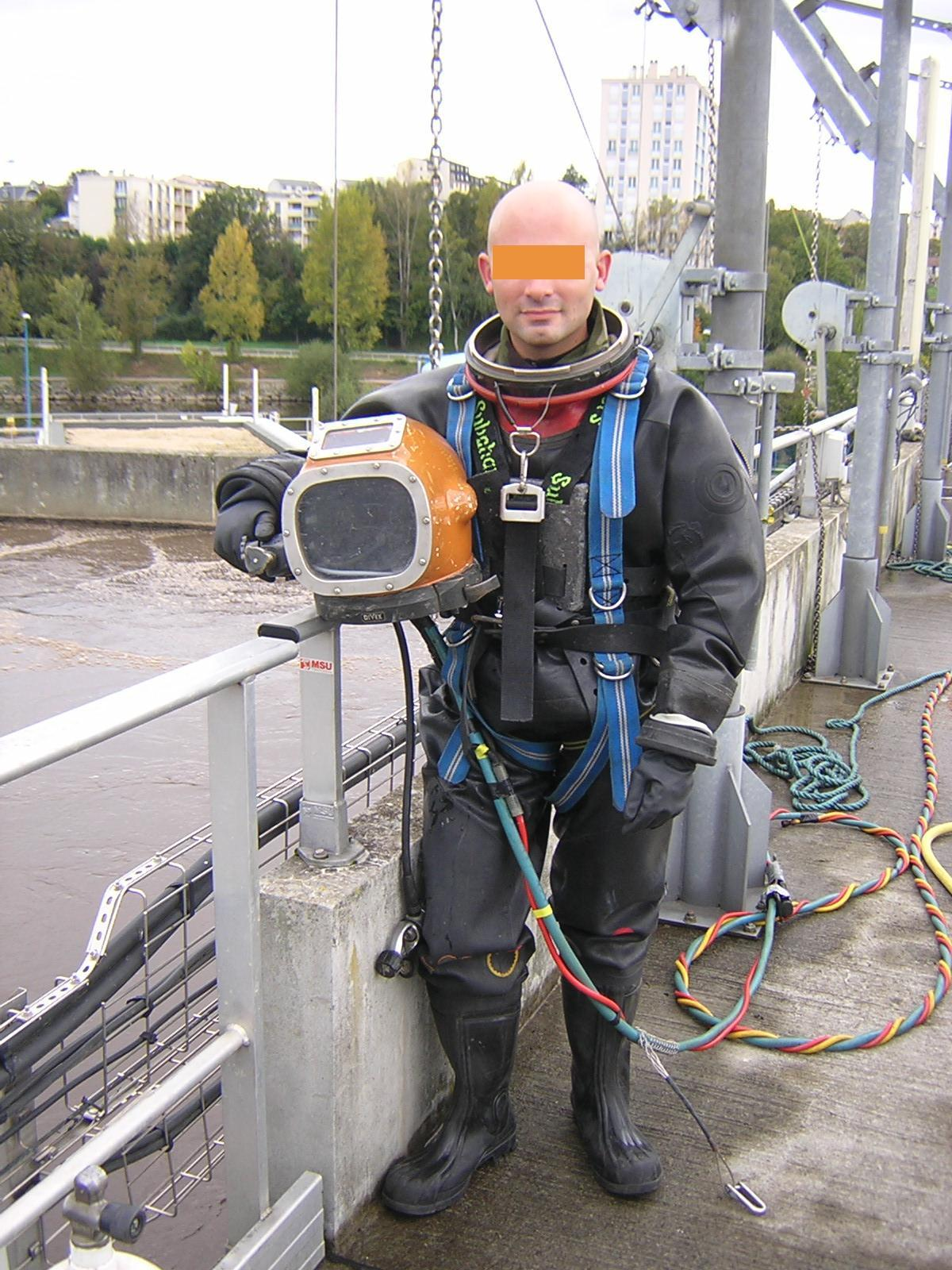
Buzo en un ambiente contaminado, con el casco Aquadyne AH3.
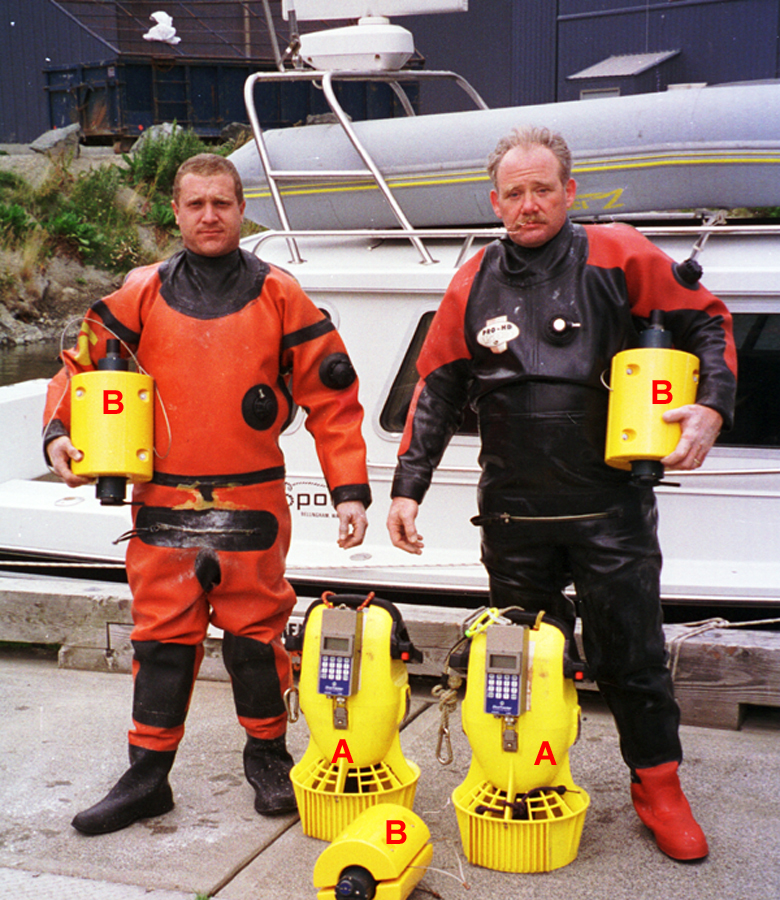
Buzos que se preparan para colocar un sistema de posicionamiento acústico submarino (foto 1995).
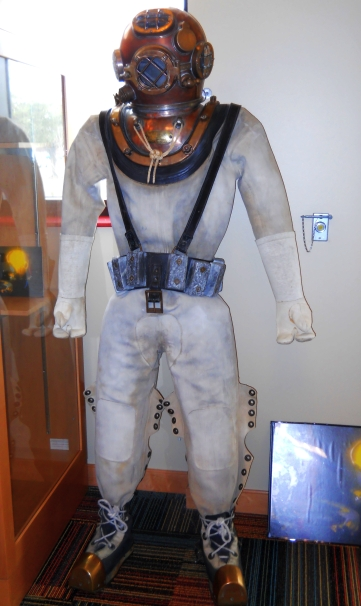
Antiguo equipo de buzo conservado (Museo de Seabee)
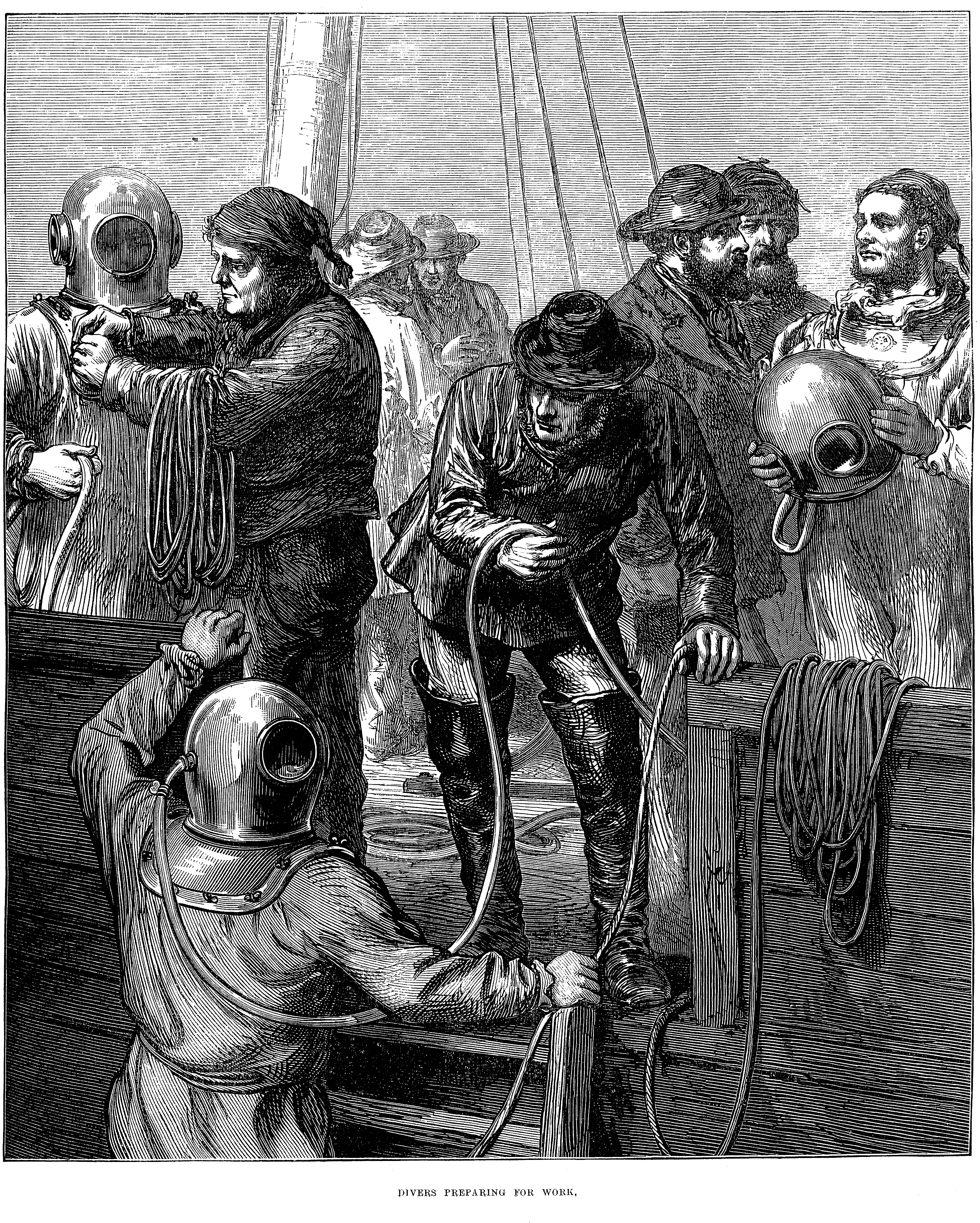
Buzo tradicional, con suministro de aire de la superficie (grabado del siglo XIX, London News).
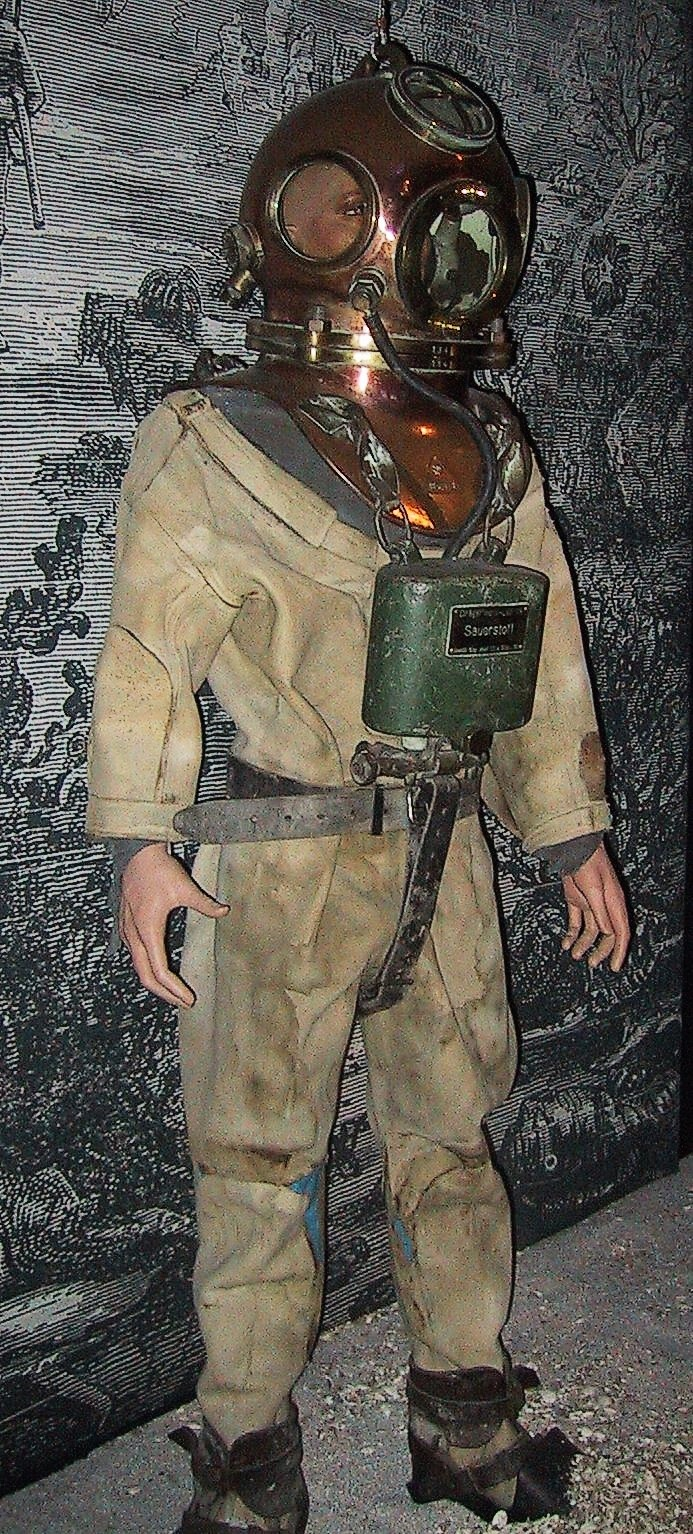
Casco de buzo Draeger; es un modelo DM20 de aire reciclado de 1915. Esta copia se hizo en 1936 y se exhibe en el museo Oceanópolis de Brest, Francia.
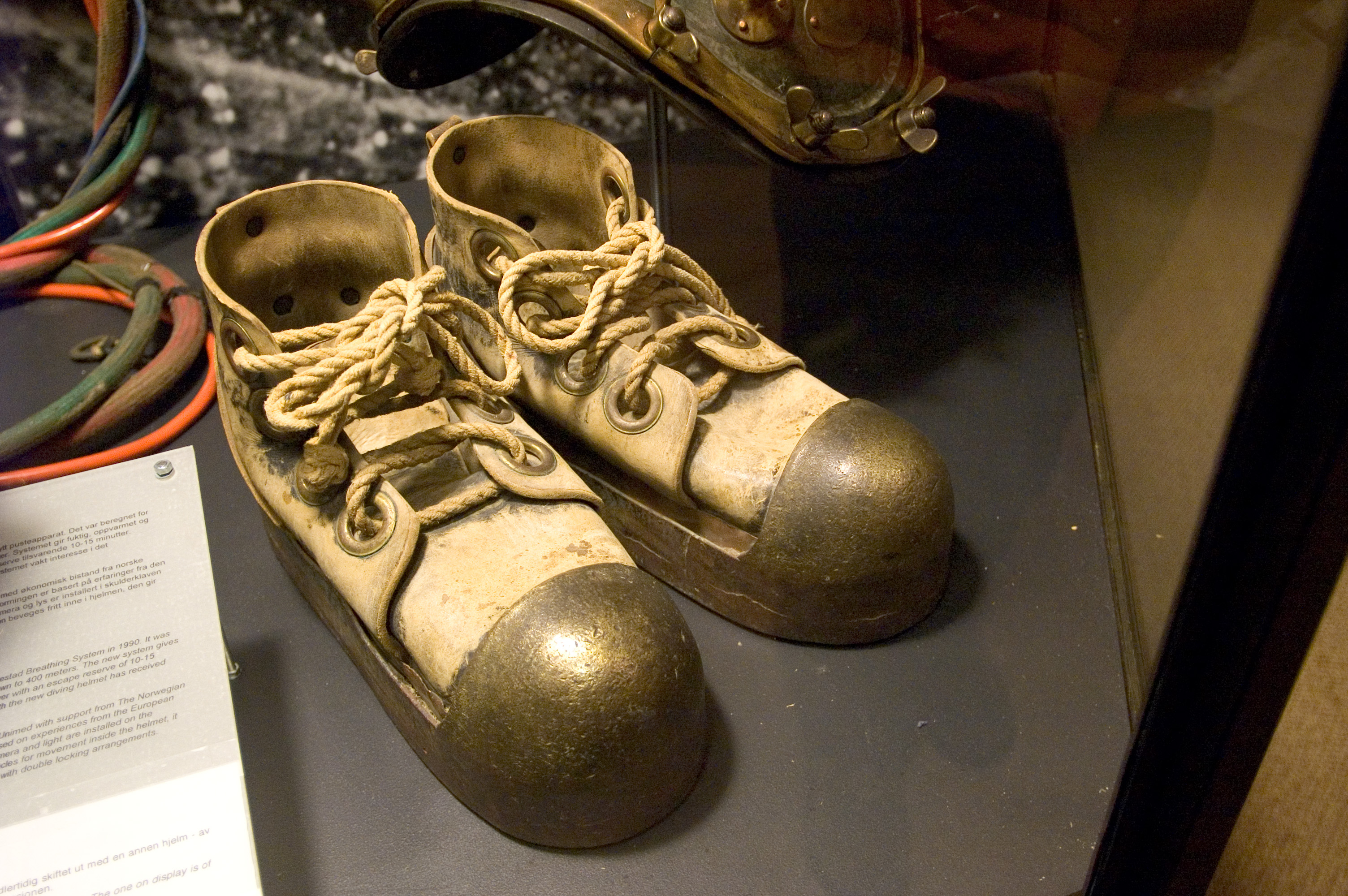
Zapatos viejos de plomo para caminar sobre el fondo del mar (Museo Sjøfart, en Noruega).